# Risa Nakamura
Risa Nakamura (中村里砂, Nakamura Risa) é uma modelo japonesa nascida em Tóquio em 12 de Julho de 1989.
Ficou conhecida pelo seus trabalhos para a revista Vogue e para marcas como Katie, Angelic Pretty e Mon Lily.

## Biografia
Filha do ator e cantor Masatoshi Nakamura e da atriz Junko Igarashi desde cedo se dedicou a carreira de artista, se matriculou na Univerisade de Belas artes de Tamagawa e foi estudar teatro. Em 2010 abandonou a faculdade para se dedicar à carreira de modelo.